# Dan Henderson

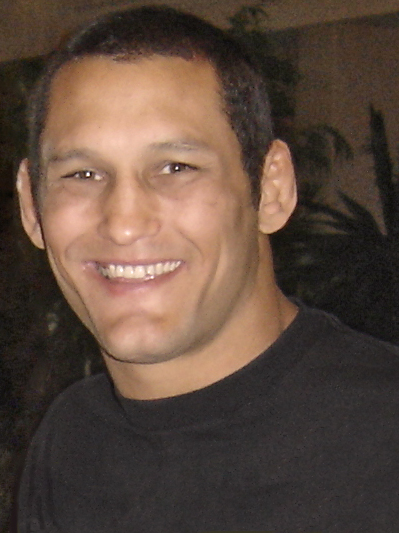
Dan Henderson 2007

Daniel Jeffrey „Dan“ Henderson (* 24. August 1970 in Downey, Kalifornien) ist ein ehemaliger US-amerikanischer Ringer und Mixed-Martial-Arts-Kämpfer.
Henderson wurde im kalifornischen Downey geboren und besuchte die High School in Victorville, wo er dem Ringteam angehörte. Später studierte er an der Arizona State University. Im Jahr 1988 wurde er Sieger der amerikanischen Juniorenmeisterschaften, sowohl im Freistil als auch im griechisch-römischen Stil. 1990 folgte der Titel FILA Junior World Greco Roman Champion. Neben weiteren Titeln nahm er für die USA an den Olympischen Sommerspielen 1992 in Barcelona und 1996 in Atlanta teil, wo er Zehnter und Zwölfter im griechisch-römischen Stil wurde.
Im Jahr 1997 begann Henderson mit MMA. Seine ersten Kämpfe hatte er am 15. Juni am Brazil Open Fight in Brasilien, wo er seine Gegner Crezio de Souza und Eric Smith per technischem KO besiegte und das Turnier gewann. Darauf stieg er in die Ultimate Fighting Championship ein und besiegte am 15. Mai 1998 in UFC 17: Redemption Allan Goes und Carlos Newton, womit er Middleweight Tournament Champion wurde. 1999 wechselte er zum japanischen Veranstalter Rings und besiegte an zwei Veranstaltungen fünf Gegner, darunter Antônio Rodrigo Nogueira. Am 9. Dezember 2000 musste er beim Pride-Event Cold Fury in Saitama gegen Wanderlei Silva seine erste Niederlage hinnehmen. Im nächsten Kampf, am 25. März 2001, gewann er gegen Renzo Gracie per KO. Henderson blieb bis zum Bankrott 2007 bei Pride FC und absolvierte dort 16 Kämpfe. In seinem letzten Kampf in Pride FC, besiegte er am 24. Februar 2007 in Las Vegas Wanderlei Silva und wurde Pride Middleweight Champion.
Nach dem Bankrott von Pride FC, kehrte er zur UFC zurück und verlor bei UFC 75: Champion vs. Champion am 8. September 2007 in der Londoner O2 Arena gegen Quinton Jackson. Bei seinem nächsten Kampf, bei UFC 82 am 1. März 2008 in Columbus gegen Anderson Silva, musste er in der zweiten Runde aufgeben, in einem Rear Naked Choke liegend. In UFC 88, am 6. September 2008, besiegte er Rousimar Palhares, darauf folgten Siege gegen Rich Franklin im Hauptkampf der UFC 93: Franklin vs. Henderson am 17. Januar 2009 in Dublin sowie gegen Michael Bisping per KO, bei UFC 100 am 11. Juli 2009 in Las Vegas.
Seinen nächsten Kampf bestritt Henderson für Strikeforce, wo er am 17. April 2010 gegen Jake Shields verlor. Es folgten Siege im Dezember gegen Renato Sobral und am 5. März 2011 gegen Rafael Cavalcante. Am 30. April 2011 besiegte Henderson den legendären Fedor Emelianenko durch TKO in der 1. Runde. Daraufhin verließ Henderson Strikeforce und unterschrieb einen neuen Vertrag mit der UFC. Am 19. November 2011 traf Henderson auf den Ex-UFC-Leichtschwergewichtsweltmeister Mauricio Rua. Nach einem Fünf-Runden-Kampf, den die meisten MMA Fans als einen der besten Kämpfen aller Zeiten anerkennen, besiegte Henderson Rua nach Punkten. Danach folgte jedoch eine Reihe von Niederlagen, bei seinem Kampf gegen Vitor Belfort im November 2013 wurde Henderson erstmals ausgeknockt. Von seinen letzten zehn Kämpfen konnte "Hendo" nur drei gewinnen, sorgte aber bei UFC 199 durch seinen spektakulären KO-Sieg gegen den favorisierten Hector Lombard für Aufsehen. Weil UFC-Mittelgewichtschampion Michael Bisping unbedingt ein Rematch gegen Henderson wollte, erhielt dieser überraschend die Chance, bei UFC 204 um den Titel zu kämpfen. Trotz starker Leistung verlor der 46-Jährige den Kampf nach Punkten und trat daraufhin vom aktiven MMA-Sport zurück. Seine Gesamtbilanz beträgt 32 Siege und 15 Niederlagen in 47 Kämpfen.
Henderson lebt mit seiner Frau Allison und seinen Kindern in Temecula. Seine Spitznamen sind Hollywood, Dangerous Dan und Hendo. Im Jahr 2006 trat er in der Folge "Kampf der Giganten" (orig. "Fight Schlub") der Fernsehserie King of Queens auf.